# Rihanna
Rihanna [riˈænə] (n. Robyn Rihanna Fenty, n. 20 februarie 1988, Saint Michael, Barbados) este o cântăreață, compozitoare, actriță și femeie de afaceri. Este considerată una dintre cele mai influente artiste muzicale ale secolului 21. Născută în Barbados, Rihanna a debutat în anul 2005 prin intermediul discului single „Pon de Replay” care a ocupat poziția secundă în clasamentul Billboard Hot 100. Ulterior piesa a fost inclusă pe primul album al interpretei, intitulat Music of the Sun, care a fost lansat în vara aceluiași an. Discul conține o mixtură între stilurile pop, reggae și dancehall, evidențiată prin intermediul unor influențe preluate din muzica caraibiană. În primăvara anului 2006 începea promovarea unui nou album de studio, A Girl Like Me, care avea să devină un succes comercial, fiind vândute peste un milion de exemplare numai în S.U.A.. În prima parte a anului 2007 a fost lansat discul Good Girl Gone Bad, ce include compoziții de succes și foarte apreciate precum „Umbrella”, „Don't Stop the Music” sau „Disturbia”. Spre deosebire de înregistrările sale precedente, albumul Good Girl Gone Bad conține un stil muzical preponderent dance, în defavoarea genului dancehall-reggae abordat în trecut.
La începutul anului 2009 interpreta a fost implicată într-un scandal mediatic de proporții, în momentul în care iubitul său, cântărețul Chris Brown, a comis acte de violență domestică asupra sa. Ulterior, la finele aceluiași an, începea comercializarea unui nou album de studio, Rated R, care include șlagărele „Russian Roulette” și „Rude Boy”, ultimul fiind pe prima poziție a clasamentului muzical Romanian Top 100 timp de cinci săptămâni. La finele anului 2010, Rihanna a lansat cel de-al cincilea album din carieră, intitulat „Loud”. Șapte discuri single au fost extrase de pe „Loud”, incluzând șlagărele „Only Girl (In the World)”, „What's My Name”, „S&M”, „California King Bed” sau „Man Down”. În anul 2010 Rihanna a vizitat peste douăzeci de țări de pe cinci continente cu prilejul turneului mondial Loud Tour. Cel de-al șaselea album muzical al cântăreței se numește „Talk That Talk” și a fost lansat la finele anului 2011. Cuprinde hitul „We Found Love”, precum și piesele „You Da One” sau „Talk That Talk”, „Birthday Cake” și „Where Have You Been”. În februarie 2012, Rihanna a cântat alături de trupa Coldplay piesa „Princess of China” la Premiile Grammy.

## Biografie

### Anii copilăriei (1988 — 2004)
Robyn Rihanna Fenty s-a născut la data de 20 februarie 1988 în parohia Saint Michael din Barbados și este primul copil al familiei sale, având doi frați mai mici, Rorrey și Rajad Fenty. Tatăl său, cu ascendenți irlandezi și barbadieni, Ronald, este paznicul unui depozit, iar mama sa, Monica este o contabilă cu origini guianeze. Rihanna a început să cânte la vârsta de șapte ani, avându-le ca surse de inspirație pe Alicia Keys și Beyonce Knowles. Copilăria interpretei a fost afectată de mariajul defectuos al părinților săi, care au divorțat când ea avea paisprezece ani, dar și de faptul că tatăl său era dependent de droguri. Rihanna a urmat cursurile Școlii Memoriale Charles F. Broome în gimnaziu, iar mai târziu Școala Combermere, unde a format un grup muzical alături de două dintre colegele sale. In adolescență ea s-a înrolat într-un program militar, care organiza antrenamente alături de militarii din Barbados, cântăreața Shontelle fiindu-i instructor.
În anul 2003 formația Rihannei a fost prezentată producătorului american Evan Rogers, care se afla într-o vacanță în Barbados. Ulterior, Rogers afirma că „în momentul în care Rihanna a intrat în cameră, celelalte două cântărețe nici nu mai contau.” La vârsta de șaisprezece ani Rihanna s-a mutat în S.U.A. împreună cu mama sa, iar Carl Sturken a ajutat-o pe interpretă să înregistreze primul său album demonstrativ, care conținea o preluare a șlagărului „For the Love of You”, de Whitney Houston. Înregistrările discului au durat aproape un an, având în vedere că Rihanna era încă studentă și nu putea lucra decât în vacanțe. Pe parcursul anului 2004 discul demonstrativ a ajuns la președintele casei de discuri Def Jam, Jay-Z, care i-a propus interpretei un contract de management.

### Debutul discografic și primele succese (2005 — 2006)
După ce a semnat contractul cu Def Jam, Rihanna a început să înregistreze diverse cântece pentru albumul său de debut, a cărui producție a durat trei luni. Discul conține compoziții de Evan Rogers, Carl Sturken, Stargate și Trackmasters. Primul disc single al interpretei, intitulat „Pon de Replay”, a fost lansat pe 22 august, 2005, iar la scurt timp a devenit un hit în S.U.A., câștigând poziția secundă în ierarhia Billboard Hot 100. De asemenea piesa a câștigat popularitate și la nivel internațional, obținând poziții înalte în clasamentele de specialitate. Primul album de studio al Rihannei, Music of the Sun, a fost lansat în august 2005 în S.U.A., prin intermediul casei Def Jam. Discul a debutat pe treapta a zecea în clasamentul Billboard 200, fiind comercializat în 69,000 de exemplare în săptămâna lansării. Ulterior Music of the Sun a primit discul de aur în S.U.A., fapt care denotă 500,000 de exemplare vândute, iar pe plan internațional discul a fost comercializat în peste 2,5 milioane de copii.
Având origini caraibiene, muzica Rihannei a fost introdusă în categoria raggae sau soca, iar albumul Music of the Sun a primit recenzii mixte. Revista americană Rolling Stone critica albumul, numindu-l „lipsit de ingeniozitate, dar un disc care conține muzică R&B «marcată» de șarmul caraibian al Rihannei.” Recenzorul Sal Cinquemani remarca mixtura de muzică dancehall și R&B prezentă pe albumul interpretei și aseamănă piesa „Pon de Replay”, din punct de vedere al ritmului, cu unul dintre șlagărele lui Beyoncé Knowles, „Baby Boy”. Cel de-al doilea disc single promovat, „If It's Lovin' that You Want”, nu s-a bucurat de succesul predecesorului său, Pon de Replay, însă a obținut poziția cu numărul treizeci și șase în S.U.A. și un onorabil loc unsprezece în ierarhia UK Singles Chart. În Australia, Irlanda și Noua Zeelandă discul s-a bucurat de succes, obținând poziții înalte în clasamentele de specialitate. Cel de-al treilea cântec promovat de pe albumul Music of the Sun, intitulat „Let Me”, a fost lansat doar în Japonia, unde a câștigat poziția cu numărul opt în clasamente.
În septembrie 2005, la doar o lună după lansarea albumului său de debut, Rihanna începea înregistrările pentru cel de-al doilea disc. Acesta conține compoziții ale producătorilor Evan Rogers și Carl Sturken, Stargate, J. R. Rotem și Ne-Yo, cântăreț care avea un contract cu Def Jam. În timp ce înregistrările pentru cel de-al doilea disc continuau, Rihanna deschidea concertele cântăreței Gwen Stefani, care promova primul său album solo, Love. Angel. Music. Baby.. La începutul lunii februarie, 2007, Rihanna lansa un nou disc single, intitulat „SOS”, care avea să câștige prima poziție în clasamentul Billboard Hot 100.

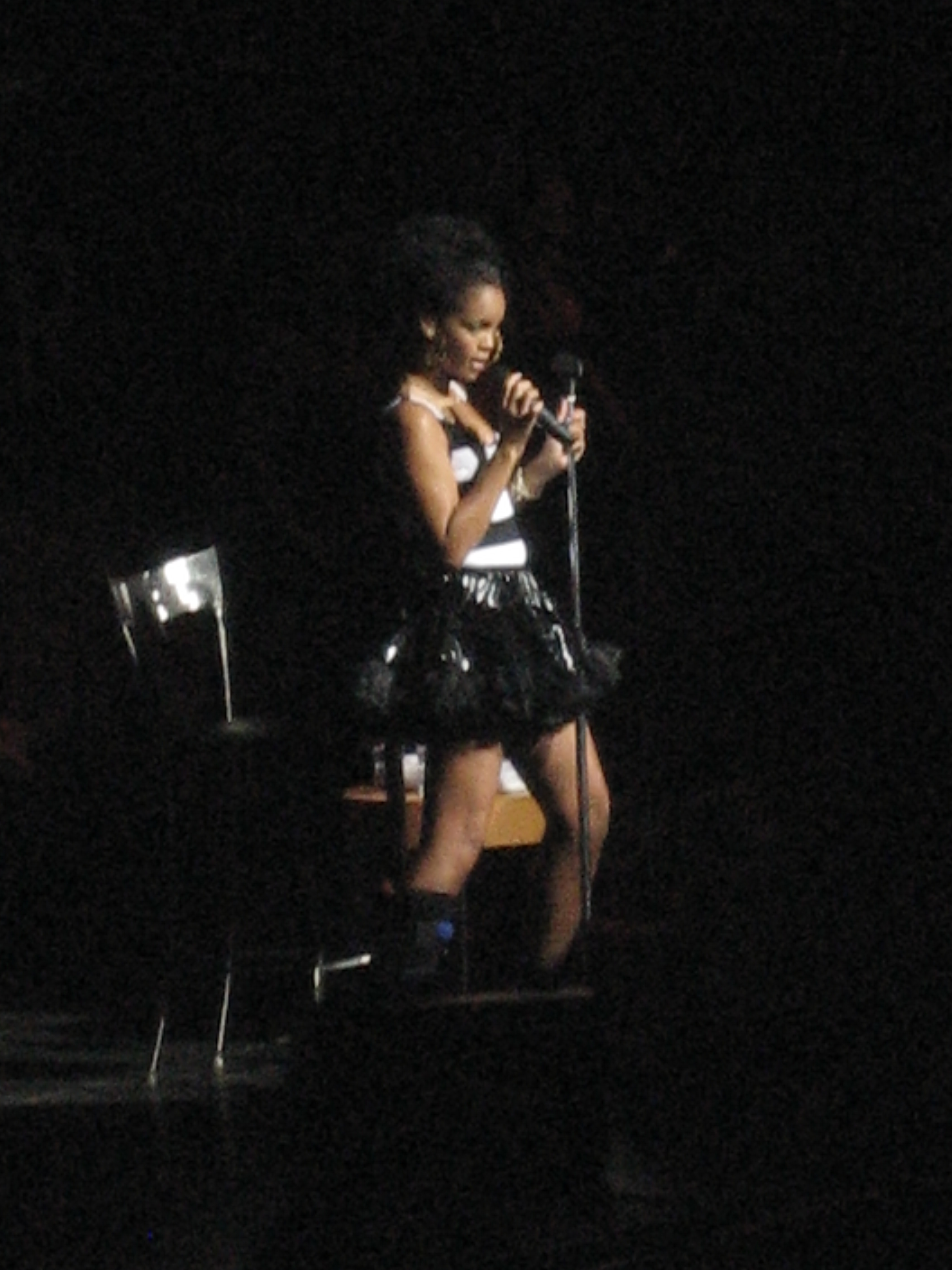
Rihanna într-un concert live,2008

Cel de-al doilea album al Rihannei, A Girl Like Me, a fost lansat în aprilie 2006, la mai puțin de opt luni de la debutul interpretei. Discul a câștigat poziția a cincea în ierarhia Billboard 200, fiind comercializat în peste 115,000 de exemplare în săptămâna lansării. Albumul a câștigat popularitate și la nivel internațional, obținând poziții înalte în clasamentele de specialitate, iar în S.U.A. a primit discul de platină, semnificând peste un milion de exemplare comercializate.
Albumul A Girl Like Me a primit recenzii mixte, editorii revistei Rolling Stone remarcând evoluția Rihannei, însă exprimându-și nemulțumirea față de lipsa de inventivitate a discului, din punct de vedere muzical. Criticii au apreciat fuziunea dintre stilurile dancehall, hip hop și R&B, iar baladele au fost aclamate pentru maturitatea versurilor. Cel de-al doilea cântec promovat de pe albumul A Girl Like Me, intitulat „Unfaitful”, a devenit un hit la nivel internațional, câștigând poziții foarte bune în clasamentele de specialitate din Canada, Franța și Elveția. Cel de-al treilea single, „We Ride”, nu s-a bucurat de succesul scontat, câștigând popularitate doar în unele regiuni ale Europei. Cel de-al patrulea și ultimul cântec promovat, „Break It Off” (o colaborare cu Sean Paul), a câștigat notorietate în clasamentele din America de Nord și a devenit un hit minor în România. Odată cu lansarea albumului A Girl Like Me Rihanna a pornit în turneul Rock Tha Block și a concertat în Regatul Unit împreună cu formația Pussycat Dolls din noiembrie, 2006 până în februarie 2007.

### Era Good Girl Gone Bad (2007 — 2008)

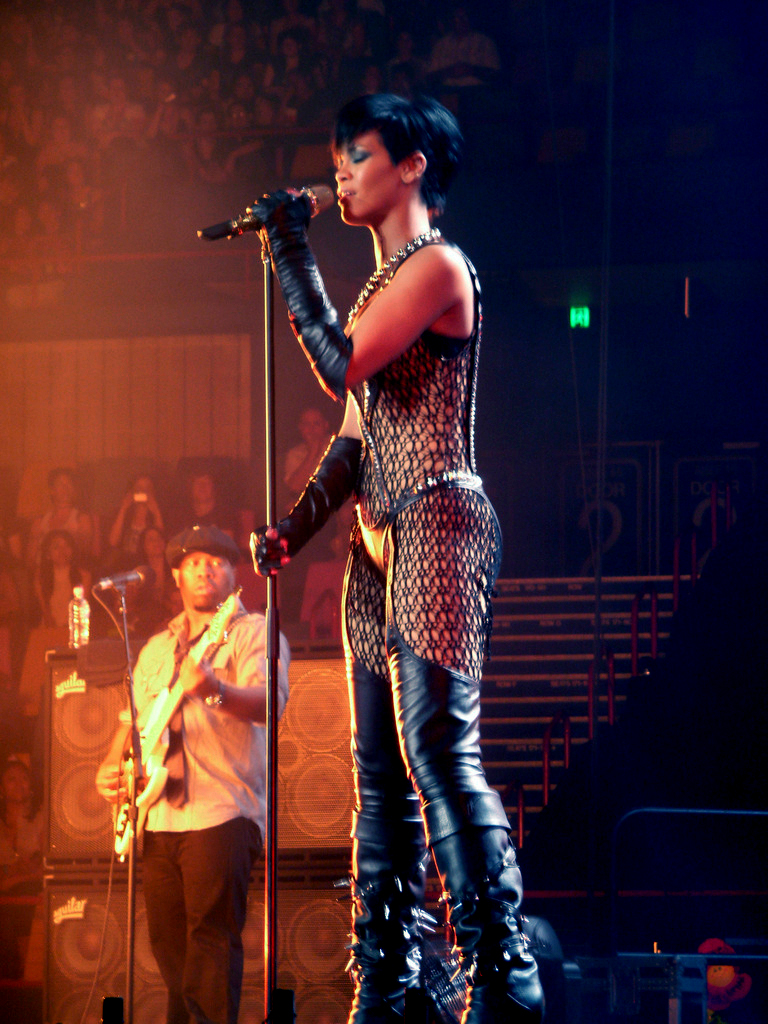
Rihanna în concert. (1 noi., 2008)

Cel de-al treilea album de studio al Rihannei, intitulat Good Girl Gone Bad, a fost lansat în iunie 2007, iar printre colaboratorii interpretei se numără Ne-Yo, Jay-Z și Maroon 5. Interpreta a adoptat o imagine mult mai senzuală și provocativă, iar versurile pieselor sale reflectă acest lucru. Printre producătorii discului se află Carl Sturken și Evan Rogers, echipa Stargate, dar și Christopher Stewart, persoane care aveau să producă compoziții dansante. Într-un interviu Rihanna declara: „Îmi doresc să îi fac pe oameni să danseze, dar să fie sentimentali, în același timp [...] Un cântăreț simte altfel fiecare album, iar eu, în acest moment îmi doresc să înregistrez foarte multe cântece dansante.” Albumul a câștigat prima poziție în clasamentele de specialitate din Regatul Unit, Canada, Japonia, Brazilia, Rusia și Irlanda și a obținut treapta secundă în Statele Unite și Australia. Discul a primit recenzii favorabile, iar spre deosebire de înregistrările sale precedente, albumul Good Girl Gone Bad conține un stil muzical apropiat de dance, în defavoarea genului dancehall-reggae abordat în trecut. De pe acest disc au fost promovate opt cântece — toate au obținut poziții bune în Billboard Hot 100 — incluzând șlagărul mondial „Umbrella”, o colaborare cu Jay-Z. De asemenea, piesa a ocupat prima poziție în clasamentul UK Singles Chart pentru zece săptămâni consecutive, fiind unul dintre cele mai longevive șlagăre din istoria clasamentului. „Umbrella” a fost inclusă în ierarhia celor mai bune cântece ale anului 2007, întocmită de revista Rolling Stone, ocupând locul al treilea. Celelalte cântece promovate, „Shut Up and Drive”, „Don't Stop the Music” și „Hate That I Love You” au obținut succes în clasamente, ajutând albumul Good Girl Gone Bad să rămână în clasamentele de specialitate pentru mai multe săptămâni consecutive.
Versiunea de lux a celui de-al treilea album, intitulată Good Girl Gone Bad: Reloaded, a fost lansată în iunie 2008. Rihanna a promovat trei cântece de pe această versiune: „Take a Bow” — care a devenit un șlagăr internațional — „If I Never See Your Face Again”, un duet cu formația Maroon 5 și „Disturbia”, piesă care a câștigat prima poziție în S.U.A.. Concomitent, Rihanna a înregistrat împreună cu rapper-ul T.I. un duet, intitulat „Live Your Life”, care a obținut succes major în America de Nord, devenind cel de-al cincilea șlagăr care câștigă prima poziție în ierarhia Billboard Hot 100, după „SOS”, „Umbrella”, „Take a Bow” și „Disturbia”. Datorită acestor reușite Rihanna deține, împreună cu Beyoncé Knowles, recordul pentru cele mai multe cântece lansate de o cântăreață care au ocupat locul întâi în clasamentul Billboard. Good Girl Gone Bad a fost comercializat în peste două milioane de exemplare în S.U.A. și a primit două discuri de platină, fiind cel mai bine vândut album al interpretei, până în prezent.
Rihanna a primit patru nominalizări la gala premiilor MTV Video Music Awards 2007, câștigând trofeul la categoriile „Cântecul monstru al anului” și „Videoclipul anului”. Ulterior Rihanna a obținut primul său premiu Grammy, la categoria „Cea mai bună colaborare în stil rap”. Pentru a promova albumul Good Girl Gone Bad, Rihanna a pornit primul său turneu internațional, The Good Girl Gone Bad Tour, la 12 septembrie 2007. De asemenea, interpreta a participat la seria de concerte Glow in the Dark, la care au participat câțiva cântăreți de culoare, precum Kanye West și Lupe Fiasco. La gala premiilor American Music Award Rihanna a obținut două premii, la categoria „Cea mai bună cântăreață pop/rock”, respectiv „Cea mai bună cântăreață soul/R&B”.

### Conflictul cu Chris Brown și «Rated R» (2009)

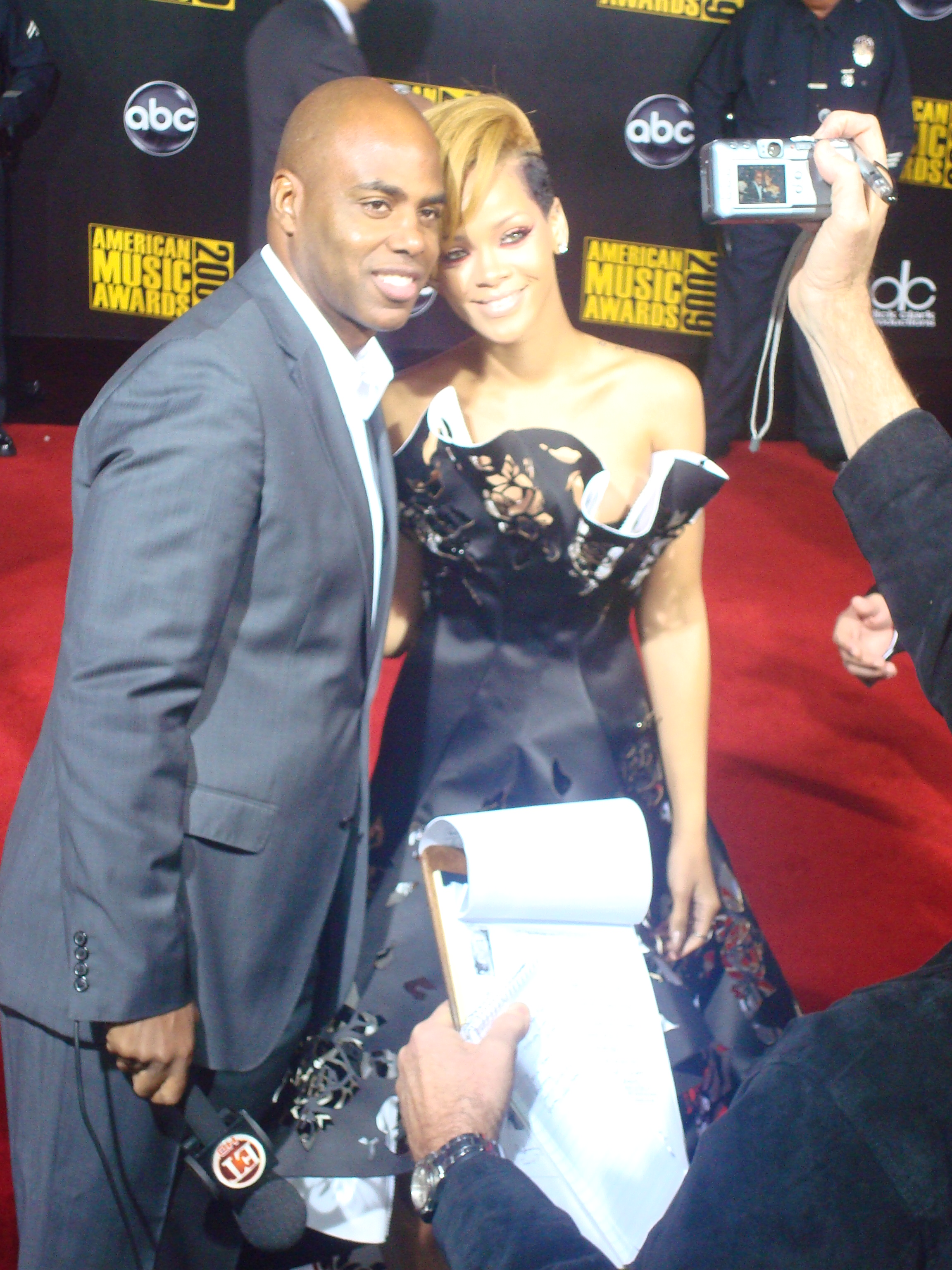
Rihanna pe covorul roșu la o petrecere a artiștilor

La data de 8 februarie 2009 recitalul Rihannei de la premiile Grammy a fost anulat. Ulterior, presa din S.U.A. a speculat faptul că Rihanna ar fi avut un conflict cu interpretul Chris Brown, cu care era implicată într-o relație amoroasă. În aceeași seară, Brown a fost condus la Departamentul de poliție din Los Angeles, fiind investigat pentru acte de violență domestică asupra unei persoane de sex feminin neindentificate. În relatarea instituției nu se oferea numele persoanei însă se specifica faptul că „erau prezente răni vizibile”. În ciuda acestor lucruri, numeroase publicații, precum Los Angeles Times, CNN sau MSNBC, au susținut faptul că victima era chiar Rihanna La scurt timp de la declanșarea scandalului mediatic, numeroase posturi de radio și companii și-au reziliat contractele de publicitate încheiate cu Brown. De asemenea, Chris Brown nu s-a mai afișat în public și a renunțat la interpretarea ce ar fi trebuit să o susțină pe scena premiilor Grammy 2009, unde a fost înlocuit de un duet realizat de Justin Timberlake și Al Green. Ulterior, Brown a oferit o declarație oficială cerându-și iertare pentru cele întâmplate. Pe data de 5 martie 2009, Brown a fost pus sub acuzare pentru cele întâmplate, următorul termen al procesului fiind stabilit pentru 6 aprilie 2009. La scurt timp el s-a declarat vinovat, fiind condamnat la șase luni de serviciu în folosul comunității. Un alt aspect important al verdictului a fost acela ce stipula faptul că lui Brown îi este interzis să se mai apropie de Rihanna.
În primăvara anului 2009 Rihanna a colaborat cu Jay-Z și Kanye West, rezultând piesa „Run This Town”, care a câștigat prima poziție în clasamentul UK Singles Chart. La scurt timp Rihanna și-a schimbat înfățișarea, adoptând o frizură și un aspect întunecat, fapt surprins într-unul dintre pictorialele revistei Vogue Italia. Ulterior, pentru a promova cântecul „Run This Town”, interpreta a avut un recital împreună cu Jay-Z și West la câteva emisiuni din S.U.A, dar și în arena Madison Square Garden din New York.
Pe parcursul anului 2009 Rihanna a colaborat cu diferiți interpreți și producători, pentru a lansa cel de-al patrulea album de studio din cariera sa. Printre colaboratorii săi se numără Akon, Ne-Yo, Justin Timberlake și Slash. Discul a fost lansat la nivel internațional pe 23 noiembrie 2009 și poartă numele Rated R, iar primul cântec promovat, „Russian Roulette” a avut lansarea în luna octombrie. Pentru a-și promova noile materiale discografice, interpreta a avut o apariție în emisiunea The X Factor la finele lunii noiembrie și a susținut un concert în Londra, sponsorizat de Nokia. Cel de-al doilea disc single, „Hard”, este o colaborare cu rapper-ul Young Jeezy. Piesa a devenit un hit în America de Nord, fapt care a determinat-o pe Rihanna să pornească un nou turneu mondial de promovare. Albumul Rated R a primit recenzii favorabile din partea criticilor și a ocupat poziții înalte în clasamentele de specialitate din întreaga lume.

### «Loud» și activitatea recentă (2010)
În vara anului 2010 Rihanna a colaborat cu rapperul american Eminem în vederea înregistrării unui disc single intitulat „Love the Way You Lie”, compoziție care a câștigat prima poziție în prestigiosul clasament Billboard Hot 100. De asemenea, „Love the Way You Lie” a fost unul dintre cele mai difuzate cântece de la posturile radio din România, Australia, Canada, Irlanda, Noua Zeelandă, Norvegia și Spania. Concomitent muzeul de statui de ceară Madame Tussaud's din Washington, D.C. îi dedica Rihannei o exponată, iar artista își lansa propria carte și era distribuită în filmul științifico-fantastic Battleship, regizat de Peter Berg. La data de 20 octombrie 2010 Rihanna declara că își va încheia colaborarea cu managerul său Marc Jordan în favoarea unui contract de management cu casa de discuri a rapperului Jay-Z Roc Nation.

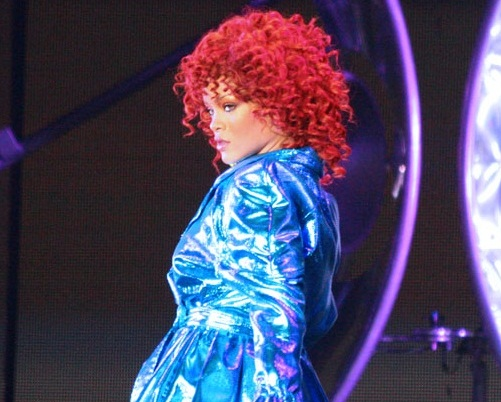
Rihanna în concert (iunie, 2011)

Cel de-al cincilea album de studio al Rihannei, intitulat Loud, a început să fie comercializat pe plan internațional începând cu data de 16 noiembrie 2010. Abordarea stilistică a discului cuprinde elemente din muzică R&B, pop și dance-pop, iar temele generale sunt dragostea și sexualitatea. Discul a debutat pe poziția terțiară a ierarhiei Billboard 200, fiind comercializat în 207,000 de exemplare în săptămâna lansării. Pentru a promova materialul discografic Rihanna a extras pe single piesele „Only Girl (In the World)” și „What's My Name?” (în colaborare cu rapperul canadian Drake). Ambele compoziții au cucerit cea mai înaltă poziție în clasamentul Billboard Hot 100, invers proporțional cu data lansării, stabilind astfel un nou record. La începutul anului 2011, Rihanna a colaborat cu Nicki Minaj pentru piesa „Fly” și cu Kanye West pentru piesa „All of the Lights”. De asemenea, de pa albumul „Loud” au mai fost promovate „S&M” și „Man Down” care au devenit șlagăre și în România și mai puțin cunoscutele „Raining Men”, „California King Bed” și „Cheers (Drink to That)”.
Cel de-al șaselea album de studio al Rihannei, Talk That Talk, a fost lansat în noiembrie 2011, A debutat pe locul al treilea în Billboard 200. cu vânzări de 198.000 de exemplare și pe locul întâi în Regatul Unit, cu 163.000 de exemplare. Primul disc single, „We Found Love”, a ajuns pe primul loc în douăzeci și șapte de țări. A stat pe prima poziție din Billboard Hot 100 timp de zece săptămâni. Al doiela disc single, „You Da One” și cel de-al treilea cu același nume ca albumul, în colaborare cu Jay-Z, nu s-au bucurat de același succes, primul intrând în top 20 de piese din SUA și Marea Britanie. „Where Have You Been”, al cincilea single, a ajuns pe poziția a cincea în Statele Unite și a șasea în Regatul Unit. Ultimul single de pe album, „Cockiness (Love It)” a fost remixat de ASAP Rocky.
Cel de-al șaptelea album de studio al Rihannei, Unapologetic, a fost lansat în noiembrie 2012. A debutat pe locul întâi în Billboard 200. Primul single de pe album, „Diamonds”, a ajuns pe prima poziție în mai mult de douăzeci de țări, inclusiv în US Billboard Hot 100.
Cel de-al optulea album de studio al Rihannei, Anti, a fost lansat în ianuarie 2016. A debutat pe locul 27 în Billboard 200, ajungând pe primul loc.

## Simțul artistic
Cea de-a șaizeci și cincea ediție a cărții Contemporary Black Biography o numea pe Rihanna „una dintre puținele dive ale muzicii care provin din zona Caraibelor.” Fiind considerată a fi o „senzație internațională”, interpreta este recunoscută pentru faptul că promovează muzica pop, fiind influențată de ritmurile reggae și dancehall. Jurnalistul publicației Antrim Times, Peter Coulter, spunea că „ [Rihanna] are o voce impresionantă, pe care o arată pe parcursul interpretărilor acustice, însă mai trebuie să lucreze la stabilirea unei legături între ea și public.” Odată cu debutul său, recenzorii au numit-o „regina muzicii bubblegum”, iar cântecele sale erau încadrate în categoria teen pop. Odată cu lansarea albumului Good Girl Gone Bad, recenzorul Larry Meyler aprecia schimbarea de stil a Rihannei și sesiza faptul că interpreta a renunțat la atitudinea tinerească abordată anterior. După participarea sa de la Ottawa Bluesfest din anul 2006, jurnalistul Denis Armstrong denumea recitalul Rihannei „o fantezie coregrafică asemănătoare celor produse de Disney.” După ce interpreta și-a schimbat înfățișarea, purtând costumații din piele, ea a început să fie comparată tot mai des cu Janet Jackson. Într-o recenzie făcută de David Sinclair, costumațiile interpretei erau descrise astfel: „[Costumațiile] par a fi o versiune a modei adoptate de Ann Summer, evidente fiind tocurile înalte și puținele bucăți de latex.” Pe de altă parte, jurnalistul Stuart Derdeyn spunea că „Rihanna dispune de întreaga haute couture B&D, însă este clar din toate punctele de vedere că interpreta are mult de lucru pentru a deveni noua Janet Jackon.”

### Stilul muzical și temele abordate
Stilul muzical al Rihannei s-a schimbat odată cu lansarea ultimelor trei albume. Inițial interpreta era adeptă a stilului reggae, fiind influențată de muzica pop, R&B și dancehall. Ulterior muzica Rihannei a preluat elemente caracteristice muzicii hip-hop, trap și soul dar și subgenuri caraibiene precun soca sau dancehall. Odată cu lansarea primului album, Music of the Sun, și promovarea cântecului de debut, „Pon de Replay”, criticul de muzică Jason Birchmeier de la Allmusic afirma că „muzica Rihannei sintetizează ritmurile din Caraible, introducându-le în cântece dance-pop.” Publicația NME o compara pe interpretă cu o „mixtură complicată dintre muzica dancehall, reggae și R&B contemporană.” Odată cu lansarea celui de-al doilea album, A Girl Like Me, piesele Rihannei au fost intens criticate, fiind considerate a fi prea asemănătoare cu muzica produsă de Beyoncé Knowles. Presa din S.U.A. i-au acordat recenzii nefavorabile interpretei și au comparat muzica, videoclipurile, interpretările și ținutele Rihannei cu cele promovate de Beyoncé. Conflictul mediatic a continuat, iar Jay-Z a fost acuzat că ar vrea să o transforme pe Rihanna într-o nouă replică a lui Beyoncé. Barry Walters, de la Rolling Stone, consideră că albumul A Girl Like Me este „minoritar dancehall, dar predominant R&B.” Stilul muzical abordat de interpretă pe albumul Good Girl Gone Bad a fost numit „cât se poate de pop”, iar șlagărul „Umbrella” a fost apreciat pentru modul în care îmbina muzica pop și elementele muzicii hip hop.
Albumul de debut al Rihannei îi are ca producători pe Evan Rogers și Carl Sturken, persoane care au creat șlagărul „Pon de Replay” și au ajutat-o să se lanseze în domeniul muzical. Ulterior interpreta a colaborat cu cei doi pentru a produce cel de-al doilea album de studio, însă stilul muzical abordat a diferit, contribuțiile echipei Stargate și ale cântărețului Ne-Yo aducând influențe R&B puternice. Pentru a produce albumul Good Girl Gone Bad interpreta a apelat din nou la ajutorul duetului format din Carl Sturken și Evan Rogers, echipa Stargate, dar și Christopher Stewart, persoane care aveau să producă compoziții dansante. Într-un interviu acordat în perioada înregistrării discului Good Girl Gone Bad Rihanna a declarat: „Îmi doresc să îi fac pe oameni să danseze, dar să fie sentimentali, în același timp [...] Un cântăreț simte altfel fiecare album, iar eu, în acest moment îmi doresc să înregistrez foarte multe cântece dansante.” Spre deosebire de Music of the Sun și A Girl Like Me, cel de-al treilea album al Rihannei conține mai multe cântece dance-pop, însă mai puține influențe dancehall, reggae. Majoritatea baladelor interpretate de Rihanna conțin tempouri lente, având influențe R&B, accentuate prin folosirea unei chitare acustice. În câteva rânduri Rihanna a preluat unele șlagăre ale anilor 1980 precum „Wanna Be Startin' Somethin'”, de Michael Jackson, iar unele părți integrante ale acestor compoziții au fost incluse în propriile înregistrări.

### Influențe

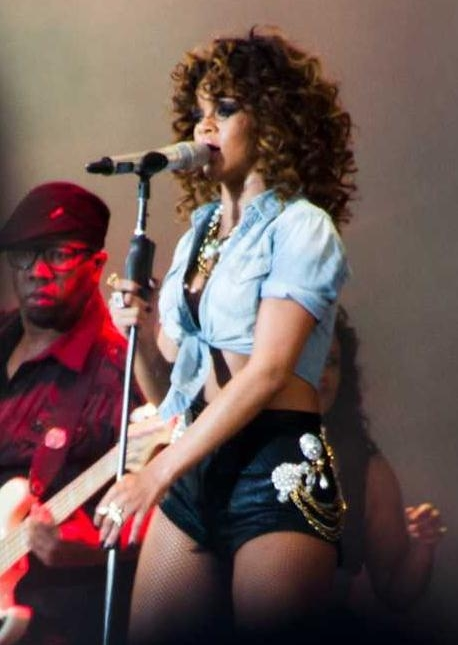
Rihanna în august 2011.

Una dintre cele mai puternice influențe asupra Rihannei a avut-o cântăreața Mariah Carey, pe care interpreta o admiră încă din copilărie. Într-un interviu ea a declarat: „O admir ca și artist, iar faptul că i-am făcut concurență în clasamente a fost unul dintre momentele pe care nu le voi uita niciodată.” De asemenea, Rihanna a numit-o pe Beyoncé Knowles, despre care a spus că a avut o influență puternică asupra sa încă din adolescență, când o vedea la televizor cântând împreună cu grupul Destiny's Child. Printre celelalte influențe muzicale se numără Bob Marley, Alicia Keys, Whitney Houston, Michael Jackson, Celine Dion, Brandy Norwood și Gwen Stefani. Fiind născută în Barbados, Rihanna a fost influențată și de muzica tradițională barbadiană, iar prietena sa, Fefe Dobson, i-a fost idol în adolescență. Într-un interviu, Rihanna a declarat că în copilărie a crescut ascultând muzică reggae, iar în momentul în care s-a mutat în Statele Unite a fost expusă unor stiluri muzicale diferite și unor noi influențe. Cântăreața americană Madonna a influențat-o pe Rihanna, aceasta din urmă declarând că admiră abilitatea Madonnei de a se reinventa. De asemenea, Rihanna a avut-o ca idol pe Janet Jackson, la adresa căreia a declarat: „Ea este atât de vibrantă, emană atâta energie. Am văzut-o pe scenă, loc unde poate să stea douăzeci de minute, iar întreg publicul să îi rostească numele. Nu poți să nu o iubești pe Janet.”

### Videografie
Jon Bream, jurnalistul publicației Star Tribune spunea despre Rihanna că „urmărește tradiția Madonnei și a lui Janet Jackson, devenind scorpia videoclipurilor lansate în ani 2000. Rihanna a perfecționat țuguierea buzelor, dresurile înalte, dar și coafurile care stabilesc noi trenduri și le fac atât pe femei, cât și pe bărbați să îi acceseze videoclipurile pe YouTube.” George Epaminondas de la revista InStyle consideră că videoclipurile Rihannei sunt mici filme, datorită blendului dintre „ritmurile exotice, luxuriante și muzica pop săltăreață și...o senzualitate șireată.” Rihanna a declarat că Marilyn Monroe și hainele vintage au influențat-o în momentul în care a filmat videoclipurile pieselor „Hate That I Love You” și „Rehab”; în contract, scenele întunecate din videoclipul „Disturbia” au fost influențate de una dintre creațiile lui Michael Jackson, Thriller. Clipul piesei „Disturbia” a ocupat poziția a cincea în clasamentul „celor mai paranoice videoclipuri”, întocmit de MTV Buzzworthy.

## Discografie
Albume de studio
- Music of the Sun (2005)
- A Girl Like Me (2006)
- Good Girl Gone Bad (2007)
- Rated R (2009)
- Loud (2010)
- Talk That Talk (2011)
- Unapologetic (2012)
- Anti (2016)

## Filmografie
- Bring it on: All or nothing (2006)
- Battleship (2012)
- This is the end (2013)
- Home (2015)
- Valerian and the City of a Thousand Planets (2017)
- Bates Motel (2017)
- Ocean's 8 (2018)
- Guava Island (2019)